# Рашад, Филисия
Филисия Рашад (англ. Phylicia Rashad; род. 19 июня 1948[…], Хьюстон, Техас) — американская актриса и певица, наиболее известная по роли в популярном ситкоме «Шоу Косби» (1984—1992). В 2004 году Рашад стала первой афроамериканской актрисой, которая выиграла премию «Тони» в категории «Лучшая женская роль в пьесе» «Изюм на солнце». В 2008 году она сыграла главную роль в телевизионной экранизации пьесы, за что была номинирована на премию «Эмми» в категории «Лучшая актриса в мини-сериале или фильме» и «Премию Гильдии киноактёров США за лучшую женскую роль в телефильме или мини-сериале», а также выиграла премию NAACP.

## Биография
Филисия Рашад родилась в Хьюстоне, Техас. Она является старшей сестрой актрисы, режиссёра и хореографа Дебби Аллен. Она добилась первой широкой известности по роли в Бродвейском мюзикле «Девушки мечты». На более поздних этапах карьеры она выступала в таких постановках как «Август: Графство Осейдж», «Кошка на раскаленной крыше», «Жемчужина океана», «Изюм на солнце», которая принесла ей премию «Тони» за лучшую женскую роль в пьесе в 2004 году, и множестве других производств.
Рашад добилась наибольшего успеха благодаря роли богатого адвоката Клэр Хакстейбл в ситкоме «Шоу Косби» вместе с Биллом Косби. Шоу стало самым большим хитом 1980-х годов, которое возродило жанр ситкома, а также внесло разнообразие в телевидение, как одно из первых успешных, где в главных ролях были афроамериканцы. За свою роль в сериале Рашад дважды была номинирована на премию «Эмми» за лучшую женскую роль в комедийном телесериале, а также получила ряд других наград. Шоу продолжалось восемь сезонов, с 1984 по 1992 год.
В 1996 году Рашад вернулась на телевидение с ролью в ситкоме «Косби», вновь с Биллом Косби. Шоу хотя и имело успех, но не столь большой как их предыдущий проект и завершилось в 2000 году. В 2008 году она снялась в телефильме «Изюм на солнце», телеверсии пьесы, и была номинирована на премии «Эмми» за лучшую женскую роль в мини-сериале или фильме и Гильдии киноактёров США за лучшую женскую роль в телефильме или мини-сериале. В 2010 году она была частью актёрского ансамбля кинофильма «Песни о любви», а в 2012 году сыграла роль Клэри в фильме «Стальные магнолии», очередной версии одноимённой пьесы Роберта Харлинга. Также в тот период она начала сниматься в телесериале «Не навреди».
Филисия Рашад была замужем трижды, у неё есть дочь Кондола Рашад, также актриса. Они вместе снялись в фильме «Стальные магнолии» в 2012 году.

## Избранная фильмография
| Год       |    | Русское название         | Оригинальное название        | Роль                      |
| --------- | -- | ------------------------ | ---------------------------- | ------------------------- |
| 1984      | с  | Одна жизнь, чтобы жить   | One Life to Live             | Кортни Райт               |
| 1984—1992 | с  | Шоу Косби                | The Cosby Show               | Клэр Хакстейбл            |
| 1985      | с  | Санта-Барбара            | Santa Barbara                | Фелиша Далтон             |
| 1985      | с  | Лодка любви              | The Love Boat                | Лонетт Бекер              |
| 1988—1990 | с  | Другой мир               | A Different World            | Клэр Хакстейбл            |
| 1990      | мс | Черепашки-ниндзя         | Teenage Mutant Ninja Turtles | Джейн Гудфеллоу           |
| 1991      | с  | Блоссом                  | Blossom                      | воображаемая мама Блоссом |
| 1994      | тф | Мать Дэвида              | David’s Mother               | Глэдис Джонсон            |
| 1994—2002 | с  | Прикосновение ангела     | Touched by an Angel          | Элизабет Джессап          |
| 1995      | ф  | Наследие зла             | The Possession of Michael D. | доктор Мэрион Хейл        |
| 2007      | с  | Все ненавидят Криса      | Everybody Hates Chris        | Кэтлин Деверо             |
| 2007—2014 | с  | Ясновидец                | Psych                        | Уиннифред Гастер          |
| 2008      | мс | Жизнь и приключения Тима | The Life & Times of Tim      | жена босса                |
| 2010      | ф  | Просто Райт              | Just Wright                  | Элла Макнайт              |
| 2010      | ф  | Песни о любви            | For Colored Girls            | Джильда                   |
| 2012      | ф  | Хорошие поступки         | Good Deeds                   | Уилимена                  |
| 2012      | тф | Стальные магнолии        | Steel Magnolias              | Клэри                     |
| 2012—2013 | мс | Шоу Кливленда            | The Cleveland Show           | Ди Ди Таббс               |
| 2013      | с  | Не навреди               | Do No Harm                   | доктор Ванесса Янг        |
| 2013      | ф  | Игры богов               | Gods Behaving Badly          | Деметра                   |
| 2014      | мс | София Прекрасная         | Sofia the First              | горная ведьма             |
| 2015      | ф  | Крид: Наследие Рокки     | Creed                        | Мэри Энн Крид             |
| 2016—2017 | с  | Жан-Клод Ван Джонсон     | Jean-Claude Van Johnson      | Джейн                     |
| 2016—2018 | с  | Империя                  | Empire                       | Дайана Дюбуа              |
| 2018      | ф  | Крид 2                   | Creed II                     | Мэри Энн Крид             |
| 2019—2021 | с  | Это мы                   | This Is Us                   | Кэрол Кларк               |
| 2020      | с  | Пожарная часть 19        | Station 19                   | Пилар                     |
| 2020      | с  | 13 причин почему         | 13 Reasons Why               | пастор                    |
| 2020      | мф | Душа                     | Soul                         | Либба Гарднер             |
| 2021      | с  | Анатомия страсти         | Grey’s Anatomy               | Нелл Тиммс                |
| 2021      | ф  | Тик-так, бум!            | Tick, Tick… Boom!            | легенда «Сандей»          |
| 2023      | ф  | Крид 3                   | Creed III                    | Мэри Энн Крид             |
| 2024      | ф  | Пчеловод                 | The Beekeeper                | Элоиз Паркер              |

## Награды и номинации
| Награда                        | Год  | Категория                                               | Название работы | Результат |
| ------------------------------ | ---- | ------------------------------------------------------- | --------------- | --------- |
| Эмми                           | 1985 | Лучшая женская роль в комедийном телесериале            | Шоу Косби       | Номинация |
| Эмми                           | 1986 | Лучшая женская роль в комедийном телесериале            | Шоу Косби       | Номинация |
| Эмми                           | 2008 | Лучшая женская роль в мини-сериале или телефильме       | Изюм на солнце  | Номинация |
| Эмми                           | 2019 | Лучшая приглашённая актриса в драматическом телесериале | Это мы          | Номинация |
| Эмми                           | 2020 | Лучшая приглашённая актриса в драматическом телесериале | Это мы          | Номинация |
| Эмми                           | 2021 | Лучшая приглашённая актриса в драматическом телесериале | Это мы          | Номинация |
| Премия Гильдии киноактёров США | 2009 | Лучшая женская роль в телефильме или мини-сериале       | Изюм на солнце  | Номинация |
| спутник                        | 1999 | Лучшая женская роль в комедийном телесериале            | Косби           | Номинация |
| спутник                        | 2008 | Лучшая женская роль в мини-сериале или телефильме       | Изюм на солнце  | Номинация |